# 1959 en science
| Années de la science : 1956 - 1957 - 1958 - 1959 - 1960 - 1961 - 1962    |
| Décennies de la science : 1920 - 1930 - 1940 - 1950 - 1960 - 1970 - 1980 |

Cet article présente les faits marquants de l'année 1959 en science.

## Évènements
- 15 juin[1] : la firme néo-zélandaise Turners & Growers renomme kiwi le fruit de l'Actinidia deliciosa pour souligner l’originalité de ce produit exporté aux États-Unis, du nom de l’oiseau symbolique du pays[2].

- 17 juillet : la paléontologue britannique Mary Leakey découvre dans les gorges d'Olduvaï Zinj, un fragment de crâne humain daté par Louis Leakey comme le plus ancien reste humain, vieux de 1 700 000 ans). Richard Leakey, le fils des deux anthropologues, estime que le Zinjanthropus boisei est la première espèce d’hominidés à avoir fabriqué des outils en pierre (Oldowayen)[3].

- 9 novembre-7 janvier 1960 : première phase de la mission scientifique Berliet au Ténéré[4].
- 1er décembre : fin de la conférence internationale sur l'Antarctique à Washington. Signature du Traité sur l'Antarctique par 12 pays dont les États-Unis et l'URSS, préservant l'Antarctique en tant que réserve scientifique et bannissant toute activité militaire, en vigueur le 23 juin 1961[5].

- Le géographe danois Børge Fristrup (en) préside le comité de l'expédition glaciologique internationale au Groenland (EGIG) en 1959 à 1962[6].
- Le docteur américain Norman Orentreich (en) met au point une procédure de transplantation de cheveux. Des cheveux sont enlevés du cuir chevelu derrière la tête et transplantés dans la partie chauve[7].

- Décembre : publication de l'algorithme de Dijkstra[8].

### Sciences physiques
- 4 février : le Royaume-Uni signe un accord avec Euratom pour une coopération dans l’utilisation civile de l’énergie nucléaire[9].

- 11 juillet : dans un rapport remis à la conférence de Genève sur l'arrêt des essais atomiques, des scientifiques américains, britanniques et soviétiques recommandent que soient mis en orbite des satellites capables de détecter les explosions nucléaires dans l’espace extra-atmosphérique[10].
- 16 juillet : mise en fonction du télescope de 120 pouces de l'observatoire Lick au Mont Hamilton en Californie[11]. C’est le plus grand télescope après celui de 200 pouces du Mont Palomar ; il est utilisé par les chercheurs de l’Université de Californie.
- 26 juillet : fusion partielle du cœur du réacteur au sodium (Sodium Reactor Experiment) du Laboratoire d'essais de Santa Susana, à Simi Valley près de Los Angeles, provoquant des rejets radioactifs dans l'environnement alors tenus secrets[12].
- 1er août : les physiciens David Bohm et Yakir Aharonov décrivent l'effet Aharonov-Bohm dans un article publié dans la Physical Review[13],[14].
- 29 décembre : le physicien américain Richard Feynman donne une conférence intitulée « There's Plenty of Room at the Bottom » (« Il ya beaucoup d'espace en bas ») lors d'une réunion de l'American Physical Society tenue à Caltech, un discours fondateur des nanotechnologies[15].

#### Astronautique
- 2 janvier : lancement de la première sonde lunaire soviétique Luna 1 (361 kg) qui approche la Lune à 6 500 km (le 4 janvier), découvre le vent solaire, cesse d'émettre le 5 janvier à 373 125 miles de la Terre, puis devient le premier corps artificiel à orbiter autour du Soleil[16].

- 17 février : lancement de Vanguard II (poids 21,5 livres), premier satellite météo de l'espace[17].
- 28 février : lancement à Vandenberg (Californie) du satellite d’exploration scientifique Discoverer 1[18].
- Février : l'astronome américaine Nancy Roman commence à travailler à la NASA pour diriger le programme des observatoires astronomiques orbitaux[19].

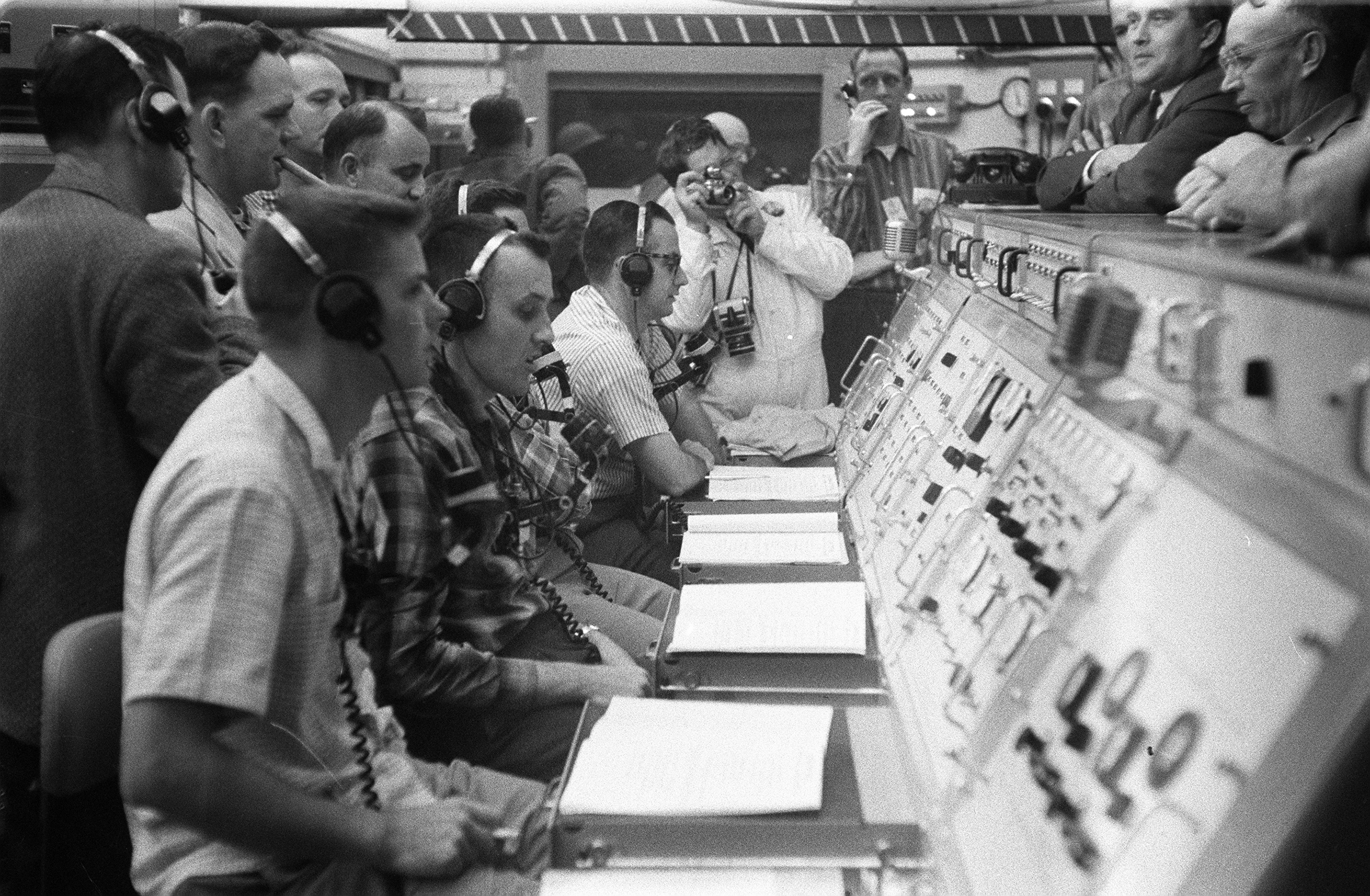
La salle de contrôle du lancement de Pioneer 4.

- 3 mars : lancement de la sonde lunaire Pioneer 4[20]. Le 6 mars, les signaux radios reçus de la sonde, d’une distance de 406 620 miles de la Terre, constituent un nouveau record.

- 10 mars : premier tir réussit de la fusée-sonde française Véronique, lancé de la base de Colomb-Béchar en Algérie[21].

- 7 avril : les sept premiers astronautes américains sont désignés pour le projet Mercury[20] : Scott Carpenter, Gordon Cooper, John Glenn, Virgil Grissom, Walter M. Schirra, Alan Shepard et Donald Slayton.
- 13 avril : lancement du satellite de reconnaissance Discoverer 2 (en)[22].

- 28 mai : les singes Able et Baker sont récupérés sains et saufs au terme de leur vol dans la fusée Jupiter lancée de Cap Canaveral[23].

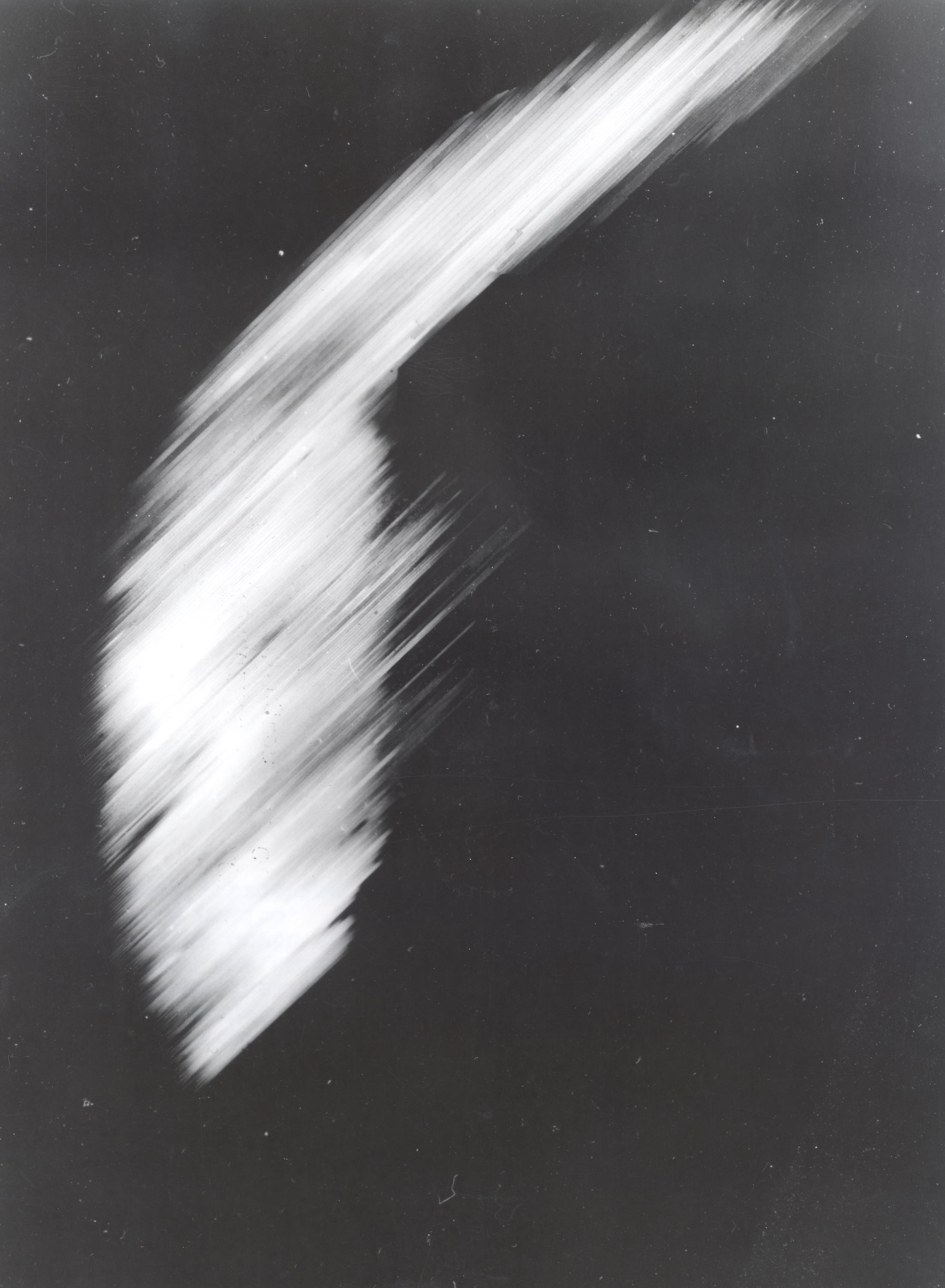
Première image de la Terre prise par un satellite en orbite, Explorer 6, à environ 27000 km d'altitude, le 14 août 1959.

- 7 août : lancement du satellite américain Explorer 6[17]. Le 14 août il retransmet les premières images de la Terre prises depuis un satellite[24].

- 5 septembre : premier lancement à la base de Churchill de la fusée-sonde suborbitale canadienne « Black Brant[25] » (la bernache noire), série toujours utilisée par la NASA pour vérifier les conditions atmosphériques avant tous les décollages de la navette spatiale.
- 13 septembre : la sonde soviétique Luna 2 réussit le premier impact sur la Lune[16].

- 7 octobre : premières photos de la face cachée de la Lune transmises par la sonde soviétique Luna 3. 29 photos de basse qualité prises à une distance de 63 500 km mais historiques[16].

### Technologie
- 6 février : Texas Instruments dépose un brevet pour le premier circuit intégré après que ses ingénieurs aient imaginé la façon de mettre plus d’un transistor sur un même support et de les connecter sans fils[26].

- 28-29 mai : première réunion du CODASYL (Conference on Data Systems Languages) dans l'objectif de mettre au point le langage pour ordinateur Cobol, approuvé le 17 décembre[27].
- 11 juin : premiers essais du SRN-1, le premier aéroglisseur. Le 25 juillet il effectue la traversé de la Manche entre le Royaume-Uni et la France, bien qu’il n’y ait pas de service régulier d’aéroglisseur avant 1968[28].
- 21 juillet : lancement du Savannah, premier cargo civil américain propulsé à l’énergie nucléaire[29].

- 16 septembre : présentation à l'Hotel Sherry Netherland de New York du premier photocopieur commercial par Xerox, le Xerox 914[30].
- 5 octobre : présentation de l'IBM 1401, un ordinateur de deuxième génération entièrement transistorisé. Il est retiré du marché le 8 février 1971[31].
- 2 novembre : ouverture du premier tronçon de la première autoroute britannique, la M1[32].
- 29 décembre : conférence prémonitoire de Richard Feynman, à Caltech, sur les futures nano-machines, avec 30 ans d'avance sur les nanotechnologies[33].
- 31 décembre : le premier système ERMA (en), la première méthode électronique d’enregistrement des lignes comptable, est installé à la Bank of America de San José aux États-Unis[34]. Un scanner est capable de lire les numéros de compte préimprimés à l’encre magnétique.

#### Armement
- 6 février : premier test de lancement réussi à Cap Canaveral (Floride) du missile balistique intercontinental Titan[35].
- 19 mars : des détails du projet américain Argus de tests nucléaires dans l’espace sont rendus publics par un article du New York Times[36].

- 20 avril : premier tir réussi du missile américain Polaris[35].
- 23 avril : lancement du USS Towers (en), de la classe Charles F. Adams[37], le premier bateau de la marine américaine spécialisé dans le tir de missiles.

- 9 juin : mise à flot du sous-marin nucléaire lanceur d'engins américain USS George Washington, équipé de missiles Polaris, mis en service le 30 décembre[38].

- 14 juillet : la Marine américaine lance son premier croiseur à propulsion nucléaire, le USS Long Beach (CGN-9), mis en service le 9 septembre 1961[39].

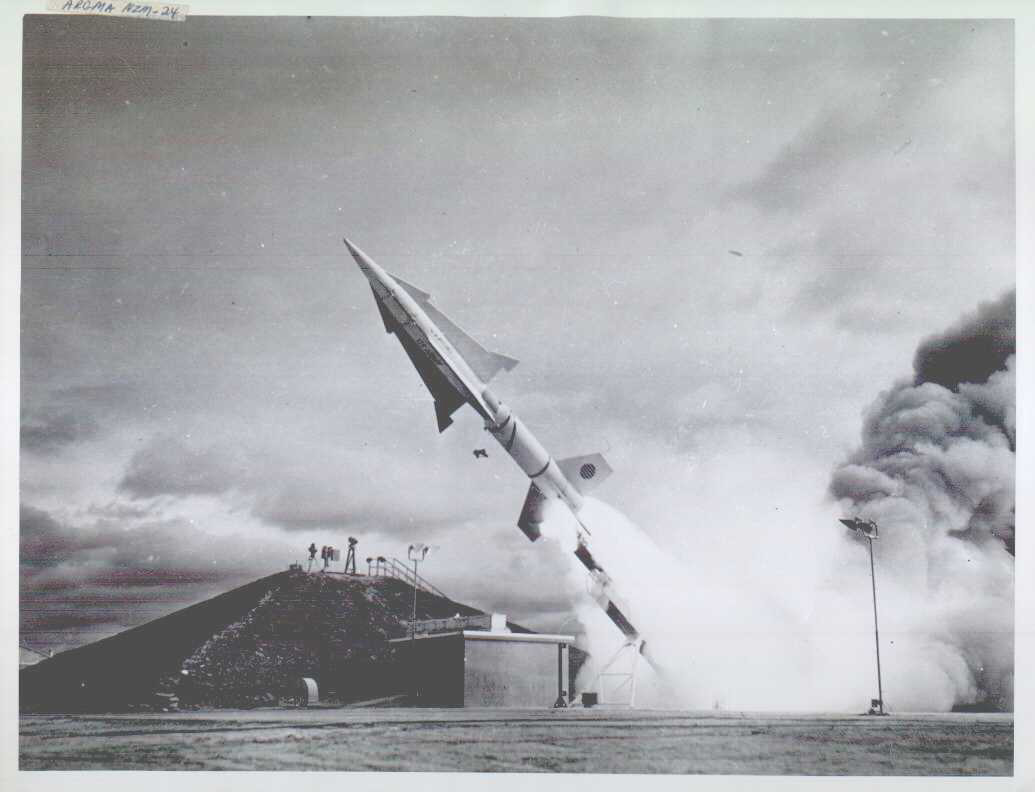
Test Nike Zeus à White Sands

- 26 août : premier test de lancement du missile antibalistique « Nike Zeus » à White Sands, capable de détruire les missiles balistiques intercontinentaux ennemis. Le premier test complet est réalisé avec succès le 3 février 1960[40].

- 1er septembre : le missile de défense à longue portée Bomarc de Boeing, capable de chercher et d’arrêter des cibles simples ou multiples, longtemps avant qu’elles atteignent les frontières des États-Unis, est opérationnel[41].

## Prix
- 10 décembre : Prix Nobel

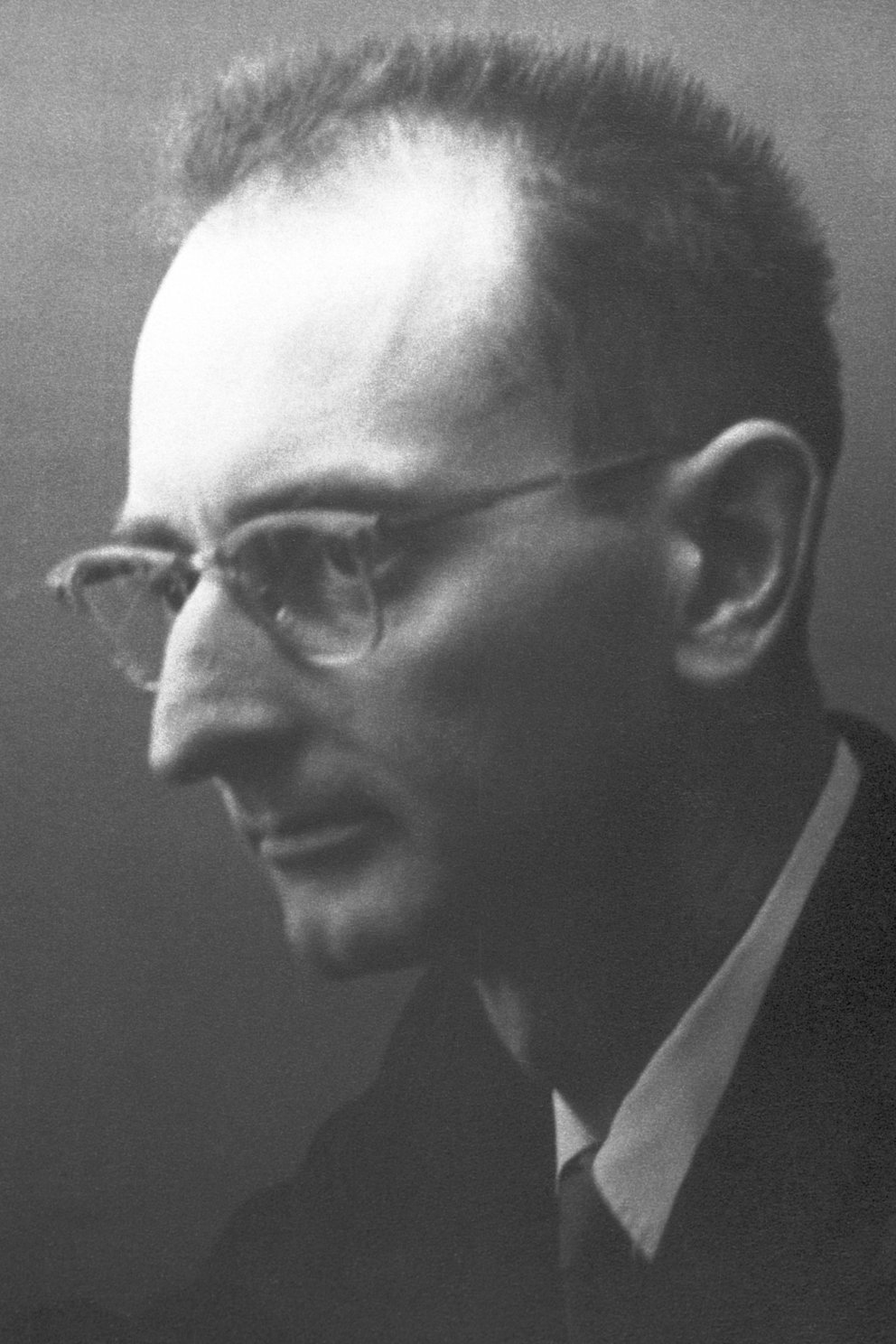
Owen Chamberlain

  - Physique : Emilio Gino Segrè, Owen Chamberlain (antiproton).
  - Chimie : Jaroslav Heyrovsky (tchécoslovaque) pour la mise au point de la polarographie.
  - Physiologie ou médecine : Severo Ochoa (Espagnol), Arthur Kornberg (Américain) pour la découverte de l’ARN et de l’ADN polymérase.

- Prix Lasker
  - Prix Albert-Lasker pour la recherche médicale fondamentale : Albert Coons (en), Jules Freund
  - Prix Albert-Lasker pour la recherche médicale clinique : John Holmes Dingle, Gilbert Dalldorf (de), Robert Gross (en)

- Médailles de la Royal Society
  - Médaille Copley : Frank Macfarlane Burnet
  - Médaille Davy : Robert Burns Woodward
  - Médaille Hughes : Alfred Pippard
  - Médaille royale : Peter Brian Medawar, Rudolf Ernst Peierls

- Médailles de la Geological Society of London
  - Médaille Lyell : David Williams (en)
  - Médaille Murchison : Sydney Ewart Hollingworth
  - Médaille Wollaston : Pierre Pruvost

- Prix Jules-Janssen (astronomie) : Charles Fehrenbach
- Médaille Bruce (Astronomie) : Bengt Strömgren
- Médaille Linnéenne : Harold Munro Fox et Carl Johan Fredrik Skottsberg
- Médaille d'or du CNRS : André Danjon

## Naissances

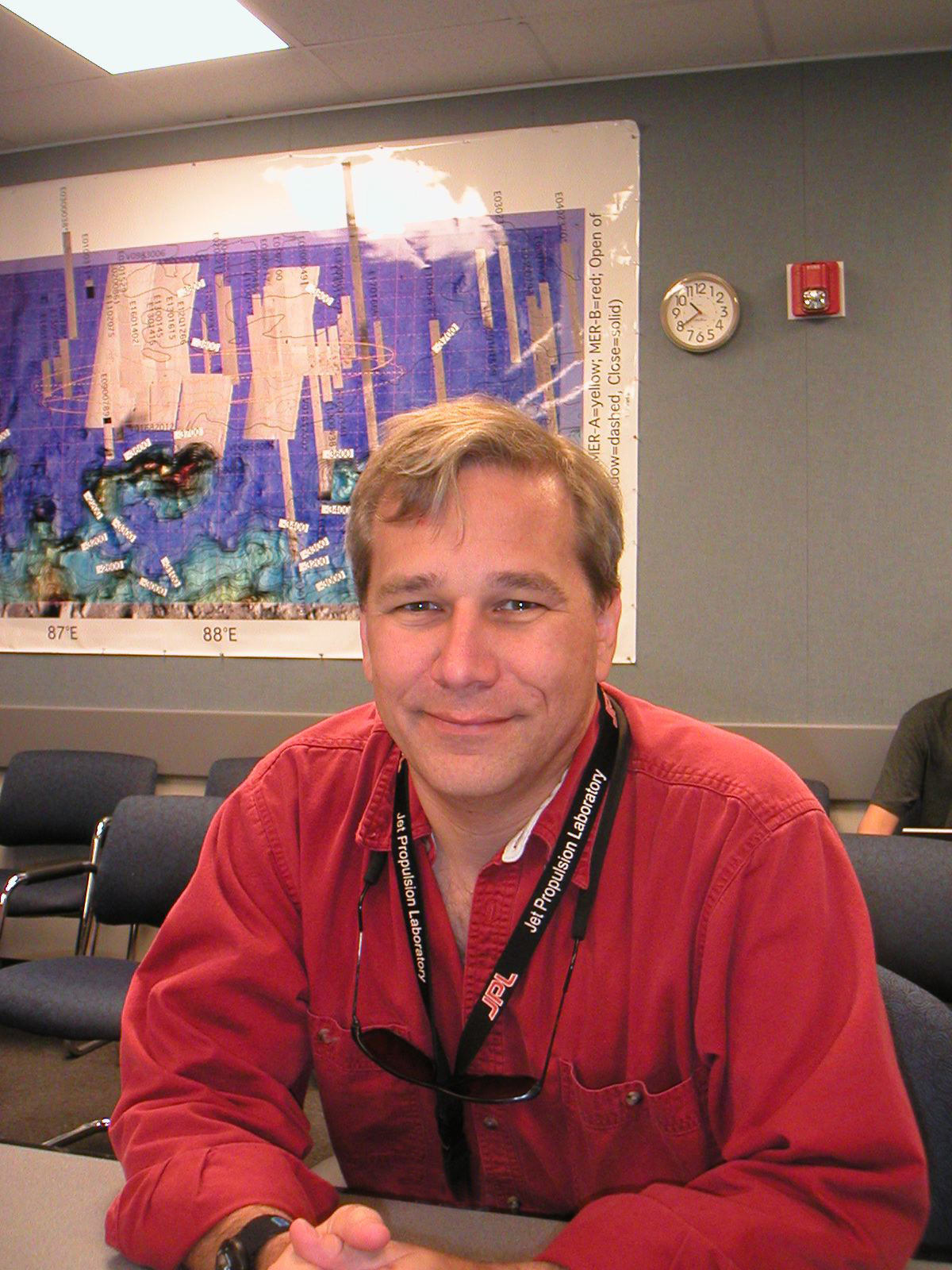
Mark Adler

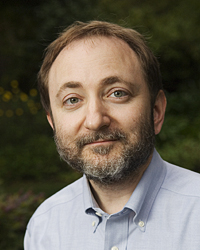
Andrew Fire

- 1er janvier : Abdul Ahad Mohmand, cosmonaute afghan.
- 3 janvier : Fiodor Iourtchikhine, cosmonaute soviétique.
- 15 janvier : Seinosuke Toda, mathématicien et chercheur japonais en informatique théorique japonais.
- 18 janvier : Koyo Kawanishi, astronome japonais.
- 31 janvier : Wiktor Stoczkowski, anthropologue français.

- 23 février : Clayton Anderson, astronaute américain.

- 1er mars : Liang Wudong (mort en 2020), médecin chinois et premier médecin emporté par la maladie à coronavirus 2019 et future pandémie de Covid-19.
- 16 mars : Michael J. Bloomfield, astronaute américain.
- 31 mars : Magnus Alkarp, archéologue et auteur suédois.

- 3 avril : Mark Adler, programmeur américain.
- 16 avril : Michael R. Barratt, physicien et astronaute américain.
- 20 avril : Frédérique Rémy, géologue et glaciologue française.
- 27 avril : Andrew Fire, biologiste américain, prix Nobel de physiologie ou médecine en 2006.

- 4 mai : Maurizio Cheli, spationaute italien.
- 7 mai : Tamara E. Jernigan, astronaute américaine.
- 11 mai : Hédi Mattoussi, scientifique des matériaux tuniso-américain.
- 14 juillet : Anne Dambricourt-Malassé, paléoanthropologue française.
- 15 juillet : Andrew Morton, informaticien australien.
- 17 juillet : Janet Lynn Kavandi, astronaute américaine.
- 26 juillet : Keith Bostic, informaticien américain.
- 3 août : Koichi Tanaka, chimiste japonais, prix Nobel de chimie en 2002.
- 5 août : Scott Douglas Altman, astronaute américain.
- 26 août : Kathryn P. Hire, astronaute américaine.
- 29 août : Chris A. Hadfield, spationaute canadien.

- 22 septembre : Saul Perlmutter, astrophysicien américain, prix Nobel de physique en 2011.
- 8 octobre : Carlos I. Noriega, astronaute américain d'origine péruvienne.
- 26 octobre : Paul Farmer (mort en 2022), médecin et anthropologue américain.

- 15 novembre :
  - Timothy Creamer, astronaute américain.
  - Jean-François Le Gall, probabiliste français.
- 11 décembre : Brian Fox, informaticien américain.
- 22 décembre : David A. Green, astronome britannique.
- 25 décembre : Michael P. Anderson (mort en 2003), astronaute américain.

- Robert Gentleman, statisticien canadien.
- Olivier de Goursac, astronome français.
- Daniel Karrenberg, informaticien allemand.
- Andrew Lowe, géophysicien et astronome amateur canadien.
- Richard Noll, écrivain et psychologue américain.
- Masayuki Yanai, astronome japonais.

## Décès

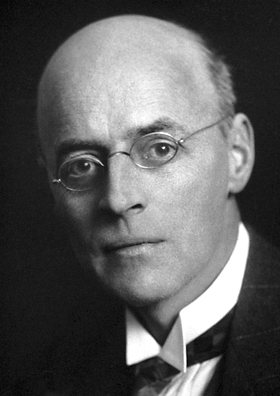
Owen Willans Richardson

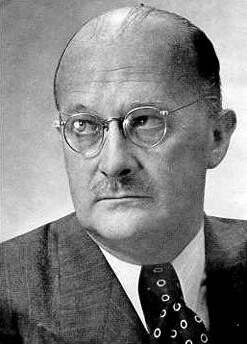
Adolf Otto Reinhold Windaus

- 5 janvier : Walter Adolpho Ducke (né en 1876), botaniste et ethnologue brésilien.
- 28 janvier : Henri Hérissey (né en 1873), chimiste et pharmacien français.

- 15 février : Owen Willans Richardson (né en 1879), physicien britannique, prix Nobel de physique en 1928.
- 21 février : Paul Radin (né en 1883), anthropologue américain.

- 8 avril : Jonathan Zenneck (né en 1871), physicien et ingénieur en électricité allemand.

- 3 mai : Waldemar Deonna (né en 1880), archéologue, historien et photographe suisse.
- 15 mai : Daniel du Toit (né en 1871), astronome sud-africain.
- 16 mai : William Hammond Wright (né en 1871), astronome américain.
- 18 mai : Apsley Cherry-Garrard (né en 1886), explorateur britannique.

- 2 juin : Muhammad Zakaria Goneim (né en 1905), archéologue et égyptologue égyptien.
- 8 juin : Edvard Hugo von Zeipel (né en 1873), astronome suédois.
- 9 juin : Adolf Windaus (né en 1876), chimiste allemand, prix Nobel de chimie en 1928.
- 23 juillet : Franz Miltner (né en 1901), archéologue classique autrichien.

- 30 septembre : Ross Granville Harrison (né en 1870)

- 9 octobre : Sir Henry Tizard (né en 1895), physicien britannique.
- 28 octobre : Adriaan de Buck (né en 1892), égyptologue néerlandais.
- 31 octobre : Jean Cabannes (né en 1885), physicien français.

- 4 novembre : Friedrich Waismann (né en 1896), mathématicien, physicien et philosophe autrichien.
- 15 novembre : Charles Thomson Rees Wilson (né en 1869), physicien écossais.
- 18 novembre : Paul Lebeau (né en 1868), chimiste et académicien des sciences français.

- 2 décembre : John August Anderson (né en 1876), astronome américain.